# 马尔科·焦万内蒂
马尔科·焦万内蒂（義大利語：Marco Giovannetti，1962年4月4日—），意大利男子自行车运动员。他曾代表意大利参加1984年夏季奥林匹克运动会自行车比赛，获得男子团体计时赛金牌。